# 스네즈노고르스크

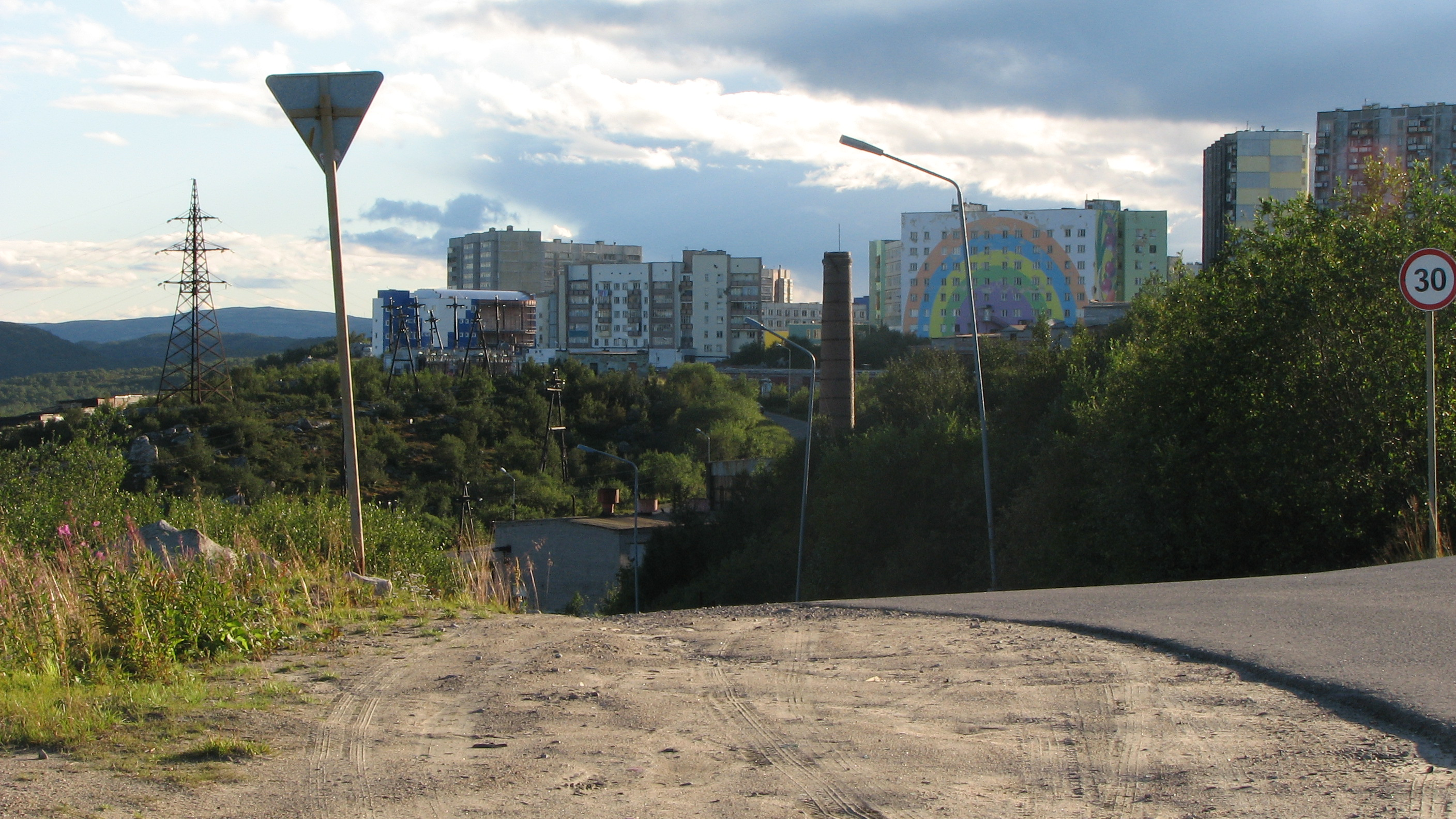
스네즈노고르스크

스네즈노고르스크(러시아어: Снежногорск)는 러시아 무르만스크주에 위치한 도시로 인구는 12,683명(2010년 기준)이다.
1970년에 신설되었으며 1980년에 도시 지위를 부여받았다. 이전에는 무르만스크-60(Мурманск-60), 뷰즈니(Вьюжный)라는 이름의 폐쇄 도시로 알려져 있었다.

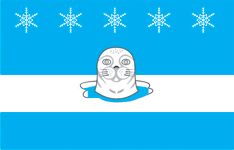
시기
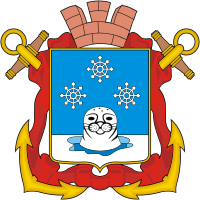
시 문장